# Лукавець (Ряшівський повіт)
Лукавець (пол. Łukawiec) — село в Польщі, у гміні Тшебовнисько Ряшівського повіту Підкарпатського воєводства.
Населення — 2271 особа (2011).

## Історія
За податковим реєстром 1589 р. село входило до Тичинської округи Перемишльської землі Руського воєводства, у селі було 5 ланів (коло 125 га) оброблюваної землі, 2 корчми, 13 загородників, 4 коморники з тягловою худобою та 4 без неї, 2 слуги.
У 1772—1918 рр. село входило до Австрійської імперії. На 1831 р. рештки українського населення села становили 2 особи, які належали до греко-католицької парафії Залісє Каньчузького деканату Перемишльської єпархії. На той час унаслідок півтисячоліття латинізації та полонізації українці лівобережного Надсяння опинилися в меншості. Востаннє українці-грекокатолики (троє парафіян) фіксуються в селі в шематизмі 1849 р. і в наступному шематизмі (1868 р.) згадка про Лукавець вже відсутня.
Відповідно до «Географічного словника Королівства Польського» в 1884 р. Лукавець знаходився у Ряшівському повіті Королівства Галичини і Володимирії, було 1867 мешканців, з них 1821 римо-католиків і 46 юдеїв.
У міжвоєнний період село входило до ґміни Тшебовнісько Ряшівського повіту Львівського воєводства Польщі.
У 1975-1998 роках село належало до Ряшівського воєводства.

## Демографія
Демографічна структура станом на 31 березня 2011 року:
|          | Загалом | Допрацездатний вік | Працездатний вік | Постпрацездатний вік |
| -------- | ------- | ------------------ | ---------------- | -------------------- |
| Чоловіки | 1133    | 247                | 759              | 127                  |
| Жінки    | 1138    | 243                | 641              | 254                  |
| Разом    | 2271    | 490                | 1400             | 381                  |